# Киннаури
Киннаури, также называемый Канаури, Канор, Кунавур, или Кунавар — тибето-бирманский язык. Носители живут в основном в округе Киннаур штата Химачал-Прадеш в Индии.

## Звуки
Это описание «панги» — диалекта киннаури:

### Согласные
|               |                | Билабиальные | Альвеолярные | Ретрофлексные | Палатальные | Велярные | Глоттальные |
| ------------- | -------------- | ------------ | ------------ | ------------- | ----------- | -------- | ----------- |
| Носовые       | Носовые        | m            | n            |               | ɲ           | ŋ        |             |
| Взрывные      | звонкие        | b            | d            | ɖ             |             | ɡ        |             |
| Взрывные      | глухие         | p            | t            | ʈ             |             | k        |             |
| Взрывные      | аспирированные | pʰ           | tʰ           | ʈʰ            |             | kʰ       |             |
| Аффрикаты     | звонкие        |              | dz           |               | dʒ          |          |             |
| Аффрикаты     | глухие         |              | ts           |               | tʃ          |          |             |
| Аффрикаты     | аспирированные |              | tsʰ          |               | tʃʰ         |          |             |
| Фрикативные   | Фрикативные    |              | s            |               | ʃ           |          | h           |
| Дрожащие      | Дрожащие       |              | r            |               |             |          |             |
| Аппроксиманты | Аппроксиманты  |              | l            |               | j           | w        |             |

Примечание о палатальных: /dʒ/, /tʃ/, /tʃʰ/, и /ʃ/ являются пост-альвеолярными. /ɲ/ — альвео-палатальные.

### Гласные
В Киннаури пять пар длинных/коротких гласных:
|         | Передние | Средние | Задние |
| ------- | -------- | ------- | ------ |
| Верхние | i        | ɨ       |        |
| Средние | e        |         | o      |
| Нижние  |          | a       |        |

### Слоги
/h/, аспирированные взрывные (то есть /pʰ/, /tʰ/, /ʈʰ/, /kʰ/, /t͡sʰ/, /t͡ʃʰ/), и скользящие (glides) (то есть /w/, /j/) не встречаются в слогах.
Все согласные могут встречаться в началах (onset) и в словах-медиалиях.
В киннаури есть следующие типы слогов:
- (C)V(C)(C)(C)
- CCV(C)
- CCCVC

## Грамматика
Киннаури имеет субъект-объект-глагольную структуру, глагольно-вспомогательный, постпозиционный, и обладает головным финальным существительным. Это падеж[какой?], выделяющий эргативное согласование в прошедшем времени, номинативно-аккузативный в остальных случаях. Эргативный падеж совпадает с творительным падежём. Не существует никакого различия между винительным и дательным, и родительный падеж часто синкретичен с винительно-дательным. Аблативный падеж также признаётся, обычно прикрепляется к родительному, с различными алломорфами для живой и неживой природы. Также есть местный падеж, обычно используемый только для неодушевлённых существительных.